# Tanyptera antica
Tanyptera antica är en tvåvingeart. Tanyptera antica ingår i släktet Tanyptera och familjen storharkrankar.

## Underarter
Arten delas in i följande underarter:
- T. a. antica
- T. a. anticoides